# Turón de Tecouere
Complejo volcánico del departamento de los Pirineos-Atlántico, situado al SE del departamento, no muy lejos de la frontera española. Sus coordenadas son 43.000938° -0.391301°

## Aspecto
Se trata de un viejo complejo volcánico, formado por muchas antiguas calderas, convertidos en valles (Durban, La Herrere, Peyraube y Andreyt son las calderas más apreciables) En la zona central, hay restos de un cabalgamiento o falla.

## Vulcanismo
Las rocas que más se encuentra son las milonitas y las peridotitas. El Turón de Tecoure era un complejo volcánico que desde mucho tiempo atrás, estaba bajo el mar. La orogénesis de los Pirineos, es decir, el choque contra Francia, elevó el complejo a la superficie. En la actualidad, no es un "volcán" según dice, sino los restos del antiguo complejo que estaba bajo el mar. Un ejemplo de saber de que estaba bajo el mar, es la presencia de peridotita por la zona; estas rocas son más numerosas en la zonas volcánicas oceánicas. 

## Alrededores
El complejo está situado en el conocido valle d´Ossau; formado por muchos macizos; algunos de ellos, tiene la misma historia volcánica que el Tecouere. Es considerado para los geólogos y vulcanólogos principiantes para empezar a estudiar los volcanes. Es zona de pastoreo.